# Game of Games
Game of Games war eine deutsche Spielshow, die im September und Oktober 2018 auf Sat.1 ausgestrahlt wurde. Die von Bülent Ceylan moderierte Show basierte auf dem Konzept der US-amerikanischen Spielshow Ellen's Game of Games, die erstmals im Dezember 2017 ausgestrahlt wurde.
Die erste sechsteilige Staffel wurde vom 14. September bis zum 19. Oktober 2018 ausgestrahlt. Im Februar 2019 wurde bekannt, dass es aufgrund der schwachen Einschaltquoten zu keiner zweiten Staffel kommen wird.

## Konzept
In der Show traten Kandidaten in verschiedenen Spiel- und Quizrunden gegeneinander an. Die Kandidaten hatten sich vorher für die Show beworben und saßen im Publikum. Jedoch wurde dies nicht während der Show bekanntgegeben, stattdessen wurde eine willkürliche Auswahl der Kandidaten durch den Moderator Bülent Ceylan suggeriert.
In jeder Folge wurden zunächst in einer Vorrunde fünf Geschicklichkeitsspiele mit jeweils einer bestimmten Anzahl an Kandidaten gespielt. Pro Geschicklichkeitsspiel nahmen zwei bis vier Kandidaten teil. Der Gewinner des jeweiligen Spiels qualifizierte sich anschließend für das Viertelfinal-Spiel Locker auf den Hocker. Aus den fünf Kandidaten qualifizierten sich vier für das Halbfinale. Diese mussten in dieser Quizrunde mit dem Titel Siegen oder Fliegen nacheinander Fragen beantworten. Der letzte verbliebene Spieler hatte die Chance im Finalspiel bis zu 50.000 Euro zu gewinnen.

### Vorrundenspiele
Folgende alphabetisch sortierte Spiele wurden bisher für die Vorrunde verwendet:
- Ab durch die Decke: Drei Kandidaten sind jeweils an einem Gurtzeug gebunden. Die Kandidaten nennen abwechselnd Antworten, die zu einer bestimmten Kategorie passen (z. B. Substantive im Lied Wahnsinn). Eine Kategorie endet, wenn ein Kandidat eine falsche Antwort gibt, eine vorherige Antwort wiederholt oder zu lange braucht, um zu antworten. Dieser Kandidat bekommt einen Kreuz. Die Kandidaten, die drei Kreuze besitzen, werden eliminiert und nach oben geschleudert. Der letzte Kandidat qualifiziert sich für das Viertelfinalspiel.

- Ab ins Körbchen: Zwei Kandidaten sind durch ein Bungee-Seil aneinander gebunden. Daraufhin müssen sie in entgegengesetzten Richtungen mit dem Mund Äpfel aufnehmen und diese in einer Box platzieren. Der Erste, der fünf Äpfel in diese Box gebracht hat, qualifiziert sich für das Viertelfinalspiel.

- Das böse Wort: Zwei Paare treten gegeneinander an. Ein Partner muss den anderem Partner dazu bringen, ein Begriff zu erraten. Dabei darf man nur ein Wort als Hinweis geben. Jedoch ist es verboten jeweils ein bestimmtes Wort zu äußern. Werden mehrere Begriffe als Hinweis genannt oder wird zu lange überlegt, schießt eine Kanone Schleim, Mehl etc. auf den ratenden Partner. Wer dreimal abgeschossen wird, verliert das Spiel. Das andere Paar qualifiziert sich für das Viertelfinalspiel.

- Eingeseift: Zwei Paare sind jeweils durch ein Ganzkörperanzug aneinander gebunden. Jedes Paar muss ein Gymnastikball von einer Box nehmen und in ein gegenüberliegenden und etwas höher gelegenen Loch bringen. Dabei gibt es einen rutschigen Untergrund sowie schwingende Hindernisse. Das erste Paar, das fünf Bälle in das Loch geworfen hat, qualifiziert sich für das Viertelfinalspiel.

- Gipfel des Grauens: Zwei Paare treten gegeneinander an. Bevor die Kandidaten auf eine Quizfrage antworten können, müssen die Paare eine Pyramide mit Stufen hochlaufen. Dabei müssen beide Mitglieder des Paars oben auf dem Pyramide sein. Als Hindernisse gibt es einen rutschigen Untergrund, Nebel und Schleim sowie in die Höhe verstellbare Stufen. Pro richtige Antwort gibt es ein Punkt. Das erste Paar, das drei Punkte besitzt, qualifiziert sich für das Viertelfinalspiel.

- Hääh?!: Acht Kandidaten bilden zwei Viererteams. Ein Mitglied des Teams muss einem Satz an das andere Mitglied senden. Dabei tragen sie Kopfhörer und müssen daher Lippenlesen. Der vierte Mitglied teilt dem Moderator den Satz mit, den er verstanden hat. Pro richtigen Wort vom Originalsatz im geäußerten Satz gibt es ein Punkt. Das Team, das die meisten Punkte sammelt, gewinnt das Spiel. Einer des gewonnenen Teams qualifiziert sich für das Viertelfinalspiel.

- Lass dich nicht hängen!: Zwei Paare treten gegeneinander an. Zwei Kandidaten bieten, wie bei einer Versteigerung, an, wie viele Antworten ihr Partner in einer bestimmten Kategorie (z. B. Länder mit dem Euro als offizielle Währung) innerhalb von 30 Sekunden geben können. Der Partner, der das höchste Gebot abgegeben hat, verpflichtet den anderen Partner zum Ausführen der Aufgabe. Wenn die erforderliche Anzahl an Antworten geliefert wurden, fällt der Gegner von der Decke in eine Schleimwanne. Wenn die erforderliche Anzahl an Antworten nicht geliefert wurde, fällt dieser selbst in eine Schleimwanne. Wer dreimal die Aufgabe nicht bewältigen kann, verliert das Spiel. Das Paar, das nicht dreimal in die Schleimwanne gefallen ist, qualifiziert sich für das Viertelfinalspiel.

- Mach dich nass: Zwei Kandidaten werden eine Quizfrage gestellt. Wer glaubt, die Antwort auf die Frage zu wissen, greift sich eine Trinkflasche vom Tisch, die Wasser verspritzt, wenn man sie zu fest drückt. Ist die Antwort richtig, darf der Kandidat einen Regenschirm aussuchen und daran ziehen. Dabei muss der Kandidat den Regenschirm finden, in der goldige Glitter ist, um sich für das Viertelfinalspiel zu qualifizieren. Ist es der falsche Regenschirm, regnet es Wasser auf den Kandidaten.

- Master Blaster: Drei Kandidaten sind jeweils an einem Bungee-Seil befestigt. Dabei lösen sie jeweils ein gleich aufgebauten Puzzlespiel. Der Erste, der das Puzzel gelöst hat, qualifiziert sich für das Viertelfinalspiel. Die zwei anderen Kandidaten werden durch das Studio geschleudert.

- Schleudergang: Zwei Kandidaten treten gegeneinander an. Bevor die Kandidaten auf eine Quizfrage antworten können, werden sie in einem Sitz herumgedreht, um sie zu desorientieren. Um die Frage zu beantworten, müssen die Kandidaten zu einem nahegelegenen und sich bewegenden Podium laufen und dort den Ball greifen. Der erste Kandidat, der drei Fragen richtig beantwortet, qualifiziert sich für das Viertelfinalspiel.

- Tuba des Schreckens: Zwei Kandidaten teten gegeneinander an. Sie sitzen vor einer Reihe von Knöpfen, die wie Ventile eines Tubas aussehen. Jedem Kandidat wird abwechselnd eine Frage gestellt. Wenn ein Kandidat eine Frage falsch beantwortet, dreht Ceylan ein Rad, um zu bestimmen, wie viele Ventile (eins, zwei oder drei) der Kandidat drücken muss. Eines der Ventile bewirkt, dass die große Tuba beim Kandidaten Schaum ausstößt. Wem dies passiert, verliert das Spiel. Der Kandidat, der nicht beschäumt wird, qualifiziert sich für das Viertelfinalspiel.

- Zahn um Zahn: Zwei Kandidaten stehen abwechselnd in ein überdimensionalen Mund eines Papp-Monsters, um eine Schätzfrage zu beantworten. Dabei ist die Antwort auf die jeweilige Frage  0, 1, 2, 3, 4 oder 5. Die Differenz zwischen der getätigten Antwort und der richtigen Antwort bestimmt, wie viele Zähne der Kandidat dem Monster ziehen müssen. Ist die getätigte Antwort richtig, wird kein Zahn gezogen. Wer den falschen Zahn zieht, wird vom Moster verschluckt und verliert somit das Spiel. Der Kandidat, der nicht vom Monster verschluckt wird, qualifiziert sich für das Viertelfinalspiel.

### Finalrundenspiele
- Locker auf den Hocker: Den fünf Vorrundengewinner werden für zwei Runden die Augen verbunden. Dabei tanzen sie auf einer Tanzfläche. Endet die Musik, müssen sie einen vom Boden aufsteigenden Stuhl finden. Welche Stühle aufsteigen, entscheidet Ceylan durch Knöpfe an einem Pult. Pro Runde steigen zwei Stühle auf. Die zwei Kandidaten, die jeweils auf einem Stuhl sitzen, qualifizieren sich für das Halbfinalspiel. Der Kandidat, der nach zwei Runden, kein Stuhl bekommen hat, scheidet von der Spielshow aus.

- Siegen oder Fliegen: Die vier Gewinner vom Viertelfinale stehen auf einer Plattform, genauer auf einer Falltür, und erhalten nacheinander eine Frage. Wenn ein Kandidat eine Frage falsch beantwortet, fällt er durch die geöffnete Falltür. Der letzte verbliebene Kandidat gewinnt das Spiel und ist im Finale.

### Finale
- Foto Finish: Der Gewinner vom Halbfinale hat 30 Sekunden Zeit, die Gesichter von zehn Prominenten zu identifizieren, die aus einer Kategorie stammen (z. B. Deutsche Kino- und TV-Stars in der ersten Folge). Nach der Identifizierung eines Prominenten muss der Kandidat einen Knopf drücken, um zum nächsten Bild zu gelangen. Der Kandidat kann ein Bild wegdrücken und erhält somit das nächste Bild. Der zu gewinnene Betrag basiert auf die Anzahl der Gesichter, die er richtig identifiziert hat (siehe Tabelle). Mit einer korrekten Identifizierung von zehn Prominenten erhält der Kandidat den Hauptpreis von 50.000 Euro.

| korrekte Antworten | 1       | 2       | 3       | 4       | 5        | 6        | 7        | 8        | 9        | 10       |
| ------------------ | ------- | ------- | ------- | ------- | -------- | -------- | -------- | -------- | -------- | -------- |
| Gewinnsumme        | 1.000 € | 2.000 € | 3.000 € | 5.000 € | 10.000 € | 15.000 € | 20.000 € | 25.000 € | 30.000 € | 50.000 € |

## Produktion und Ausstrahlung
Zum Saisonanfang 2018/19 wechselte der deutsche Komiker Bülent Ceylan vom Fernsehsender RTL zu Sat.1 und unterschrieb somit, wie auf den Screenforce Days am 21. Juni 2018 durch Sat.1 mitgeteilt wurde, einen Exklusivvertrag. Dort kündigte Sat.1 auch an, dass Ceylan die neue Comedy-Spielshow Game of Games moderieren wird.
Die Spielshow basiert auf das Konzept der US-amerikanischen Spielshow Ellen's Game of Games, die erstmals am 18. Dezember 2017 auf dem Sender NBC ausgestrahlt wurde. Sie wurde bzw. wird von der US-amerikanischen Komikerin und Moderatorin Ellen DeGeneres entwickelt, produziert und moderiert. Ellen's Game of Games wiederum basiert auf eine Rubrik aus ihrer täglichen Talkshow The Ellen DeGeneres Show.
Mitte August 2018 wurde angekündigt, dass die sechsteilige Show ab dem 14. September 2018 zusammen mit der dritten Staffel der Comedy-Panelshow Genial daneben, der zweiten Staffel der Comedy-Improshow Mord mit Ansage sowie der ersten Staffel der Comedy-Witzeshow Richtig witzig im Rahmen der Blockprogrammierung Fun Freitag ausgestrahlt werden soll. Die von Warner Bros. Entertainment in MMC Coloneum, Köln produzierten Folgen wurden von 20:15 bis 21:45 Uhr ausgestrahlt. Die erste Folge am 14. September wurde schließlich von insgesamt 1,50 Millionen Zuschauer gesehen. Die letzte Folge wurde am 19. Oktober 2018 nur noch von 1,13 Millionen Zuschauer gesehen.

## Übersicht der Folgen
| Ausgabe | Datum         | Vorrundenspiele                                                                                  | Erreichte Gewinnsumme |
| ------- | ------------- | ------------------------------------------------------------------------------------------------ | --------------------- |
| 1       | 14. Sep. 2018 | - Mach dich nass - Ab ins Körbchen - Zahn um Zahn - Eingeseift - Master Blaster                  | 3.000 €               |
| 2       | 21. Sep. 2018 | - Lass dich nicht hängen! - Zahn um Zahn - Schleudergang - Häääh?! - Das böse Wort               | 25.000 €              |
| 3       | 28. Sep. 2018 | - Schleudergang - Tuba des Schreckens - Gipfel des Grauens - Mach dich nass - Ab durch die Decke | 50.000 €              |
| 4       | 5. Okt. 2018  | - Tuba des Schreckens - Ab ins Körbchen - Mach dich nass - Eingeseift - Master Blaster           | 30.000 €              |
| 5       | 12. Okt. 2018 | - Das böse Wort - Häääh?! - Lass dich nicht hängen! - Gipfel des Grauens - Zahn um Zahn          | 50.000 €              |
| 6       | 19. Okt. 2018 | - Schleudergang - Häääh?! - Das böse Wort - Gipfel des Grauens - Ab durch die Decke              | 1.000 €               |

## Rezeption

### Kritik
In der Presse wurde die Spielshow relativ positiv aufgenommen. So wurde die eineinhalbstündige Folgenlänge positiv betrachtet, da andere, neue TV-Shows eine Laufzeit von etwa drei bis vier Stunden besitzen. Auch die zügig durchgeführten Spiele seien unterhaltsam. Die Auswahl von normalen Kandidaten aus dem Studiopublikum und somit der Verzicht auf Prominente, wurde ebenfalls gelobt. Jedoch seien ihre wilden Freudesprünge zu viel, sorgen aber für die gute Stimmung im Studio. Der Moderator Bülent Ceylan selbst sei selbstsicher, habe viel Spaß und große Freude an der Show. Kritisiert wurde das 30-sekündige Finalspiel, das dafür sorge, dass die Show etwas abrupt endet.

„Kurzweilige Spiele und ein motivierter Moderator sorgen für gute Unterhaltung.“

„Dem Superlativ im Titel zum Trotz ist «Game of Games» eine kleine, kurzweilige, leichtgängige Spielshow geworden.“

### Einschaltquoten
| Nr. (ges) | Nr. (St.) | Zuschauer | Zuschauer       | Zuschauer       | Marktanteil | Marktanteil     | Marktanteil     | Quelle |
| Nr. (ges) | Nr. (St.) | Gesamt    | 14 bis 49 Jahre | 14 bis 59 Jahre | Gesamt      | 14 bis 49 Jahre | 14 bis 59 Jahre | Quelle |
| --------- | --------- | --------- | --------------- | --------------- | ----------- | --------------- | --------------- | ------ |
| 1         | 1         | 1,50 Mio. | 0,87 Mio.       | 1,11 Mio.       | 5,4 %       | 10,7 %          | 8,1 %           | [ 9 ]  |
| 2         | 2         | 1,21 Mio. | 0,70 Mio.       | 0,96 Mio.       | 4,2 %       | 8,4 %           | 6,7 %           | [ 14 ] |
| 3         | 3         | 1,21 Mio. | 0,58 Mio.       | 0,85 Mio.       | 4,3 %       | 7,5 %           | 6,3 %           | [ 15 ] |
| 4         | 4         | 0,97 Mio. | 0,48 Mio.       |                 | 3,4 %       | 6,0 %           |                 | [ 16 ] |
| 5         | 5         | 0,93 Mio. | 0,48 Mio.       |                 | 3,2 %       | 5,7 %           |                 | [ 17 ] |
| 6         | 6         | 1,13 Mio. | 0,61 Mio.       |                 | 3,9 %       | 7,4 %           |                 | [ 10 ] |